# Valeri Arshba
Valeri Arshba (Валерии Аршба, en abjasio) (nacido el 4 de octubre de 1949 en Tkvarcheli, Abjasia) fue el primer vicepresidente de la República de Abjasia. Fue elegido por primera vez para ese cargo el 5 de enero de 1995, bajo la presidencia de Vladislav Ardzinba, y la pareja fue reelegida en las elecciones presidenciales de 1999, donde ganó sin oposición. Arshba inicialmente fue candidato en las elecciones de octubre de 2004 abjasio presidencial, pero se retiró justo antes del inicio del período de la campaña debido a las presiones de su familia. y la pareja fue reelegida en las elecciones presidenciales de 1999, donde ganó sin oposición. Arshba inicialmente fue candidato en las elecciones de octubre de 2004 para presidente, pero se retiró justo antes del inicio del período de la campaña debido a las presiones de su familia. Durante la crisis postelectoral que siguió, Arshba apoyo al candidato opositor Sergei Bagapsh, y cuando éste llegó a ser presidente después de un acuerdo para compartir el poder con su rival Raul Khajimba y las nuevas elecciones en enero de 2005, Valeri Arshba fue nombrado Jefe de la Administración Presidencial de Abjasia el 15 de febrero de 2005.